# Ландварово-Роменская железная дорога
Ландварово-Роменская железная дорога — железная дорога в Российской империи, построенная в 1871—1874 годах на средства частного капитала — Общества Ландварово-Роменской железной дороги. С мая 1891 года — казённая.
Проведена по землям Виленской, Минской, Могилёвской, Черниговской и Полтавской губерний. Одна из частных железных дорог, построена Карлом Федоровичем фон Мекком, принадлежала семье фон Мекк, позже стала казенной.

## История
Ландварово-Роменская линия вошла в число линий, признанных важнейшими, утвержденными журналами Комитета Железных Дорог 1 и 24 марта 1870 года. Линия должна была соединить Либавскую железную дорогу с Малороссией. Изыскания по ней были проведены в том же 1870 году. Проект нормальной концессии утвержден 9 мая 1871 года.
Ландварово-Роменская линия должна была отделившись от Петербурго-Варшавской железной дороги (к которой примыкает и Либавская), между станциями Ландварово и Вильно, направиться к юго-востоку; пересечь по путепроводу Московско-Брестскую дорогу в Минске и Курско-Киевскую на станции Бахмач, но уже в одном уровне; а затем идти дальше к Ромнам.
Длина главного пути определена в 718 верст; кроме того в Минске предусматривалось строительство соединительной ветки к Московско-Брестской линии, длинною в 2 версты. Земляное полотно в один пусть шириною в 2,60 сажени. Паровозов в подвижном составе предусматривалось 108, вагонов пассажирских — 82, арестантских — 4, товарных и багажных — 762, платформ — 1000.
Для постройки дороги учреждалось акционерное общество, которое владеет ею 81 год. Дорога должна быть построена в течение трех лет. На отбор кандидатов по строительству дороги подали заявки: Инженер-Капитан Яфимович с Венским банкиром Вейкерсгеймом, Статский советник Герстфельд, Полковник Жирар-де-Сукантон, купец Варгунин с почетным гражданином Гинцбургом, торговый дом Гладина, инженер-Полковник Фалькенгаген, представитель Гамбургского северного банка, Статский советник фон-Мекк и коммерции советник Варшавский. По соглашению Министерства Путей Сообщения и Финансов, учредителем акционерного общества был избран Статский советник фон-Мекк, на имя которого 29 июля 1871 года была выдана концессия. Устав общества утвержден 25 декабря 1871 года. Впоследствии, по ходатайству правления Общества, на основании утвержденного 7 марта 1872 года журнала Комитета Железных Дорог направление Ландварово-Роменской линии несколько изменено, при чём пункт её соединения с Петербургско-Варшавской железной дорогой установлен в 8 верстах севернее Вильно, на правом берегу реки Вилейки.
Общая длина дороги составила 711,1 верст. Возле Бобруйска, Жлобина и Гомеля построены три ветки к рекам: Березине, Днепру и Сожу.
Движение на дороге открывалось участками:
- Вильно — Минск (173 версты) — 14 января 1873 года[2].
- Минск — Бобруйск (139,5 верст) — 16 сентября 1873 года[3].
- Бобруйск — Гомель (141,8 верст) — 17 ноября 1873 года[4].
- Гомель — Бахмач (184 версты) — 12 января 1874 года.
- Бахмач — Ромень (72 версты) — 15 июля 1874 года[5].

Максимальный продольный уклон пути на железной дороге был 8 ‰, наименьший радиус кривых в поворотах — 640 м . В 1876 году объединена с бездоходной Либаво-Кошедарской железной дорогой в Либаво-Роменскую железную дорогу. В 1891 году дорога выкуплена казною и перешла в ведение Министерства путей сообщения.

## Узловые и крупные станции
| Станция                  | Примечания                            |
| ------------------------ | ------------------------------------- |
| Вилейская (Ново-Вилейск) | Петербурго-Варшавская железная дорога |
| Минск                    | Московско-Брестская железная дорога   |
| Бобруйск                 |                                       |
| Гомель                   |                                       |
| Жлобин                   |                                       |
| Бахмач                   | Курско-Киевская железная дорога       |
| Ромны                    |                                       |